# Bertil Matérn
Ernst Bertil Erik Matérn, född 18 maj 1917 i Göteborg, död 13 oktober 2007, var en svensk statistiker och professor i skoglig matematisk statistik vid Skogshögskolan.

## Biografi
Bertil Matérn, som var son till apotekaren Ernst Matérn, började 1941 studera matematisk statistik hos Harald Cramér vid Stockholms högskola. När den nye chefen för Skogsforskningsinstitutet, Markus Näslund, ville anställa en statistiker, föreslog Cramér 1945 att Matérn vore lämplig. Matérn skrev sin licentiatavhandling 1947 om Metoder att uppskatta noggrannheten vid linje och provytetaxering. Avhandlingen är ett tidigt exempel på användning av spatiala processer för att bedöma noggrannhet. 1949 blev han chef för ett nyinrättat kontor för matematisk statistik. 1962 blev institutet en del av Skogshögskolan, och 1963 utnämndes Matérn till professor i skoglig matematisk statistik.
Matérns doktorsavhandling, som är hans mest inflytelserika arbete, publicerades 1960. Ämnet var spatial variation, en fördjupning av arbete i hans licentiatavhandling. Boken är standardreferensen för isotropiska spatiala kovarianser, definierar Matérnklasserna av punktprocesser och inför bland mycket annat slumpmässiga mängdprocesser.
Matérn har haft ett något överraskande inflytande på några välkända statistiker. Peter Whittle(en) lärde sig svenska för att kunna läsa Matérns licentiatavhandling, och Peter Diggle(en) blev intresserad av skogsstatistik under ett sabbatsår på Skogshögskolan.

## Utmärkelser
- Ranneby Bo, red (1982) (på engelska). Statistics in theory and practice: essays in honour of Bertil Matérn. Umeå: Section of forest biometry, Swedish univ. of agricultural sciences [Avd. för skoglig biometri, Sveriges lantbruksuniv.]. Libris 7432923. ISBN 9157611750 - festskrift till Matérns 65-årsdag.